# Миява
Миява (словац. Myjava, угор. Miava) — місто, громада, адміністративний центр в Тренчинському краї, західна Словаччина, на річці Миява. Особливістю Мияви є той факт, що це єдиний район у Словаччині з переважанням лютеран. Населення міста становить близько 10,5 тис. осіб.

## Географія
Місто розташоване на річці Миява, біля підніжжя Білих Карпат, неподалік Малих Карпат, на півночі Загорської низовини. Воно лежить за 8 км на південь від чеського кордону, 38 км на південний захід від міста Тренчин і за 75 км на північний схід від столиці Братислави.

## Історія

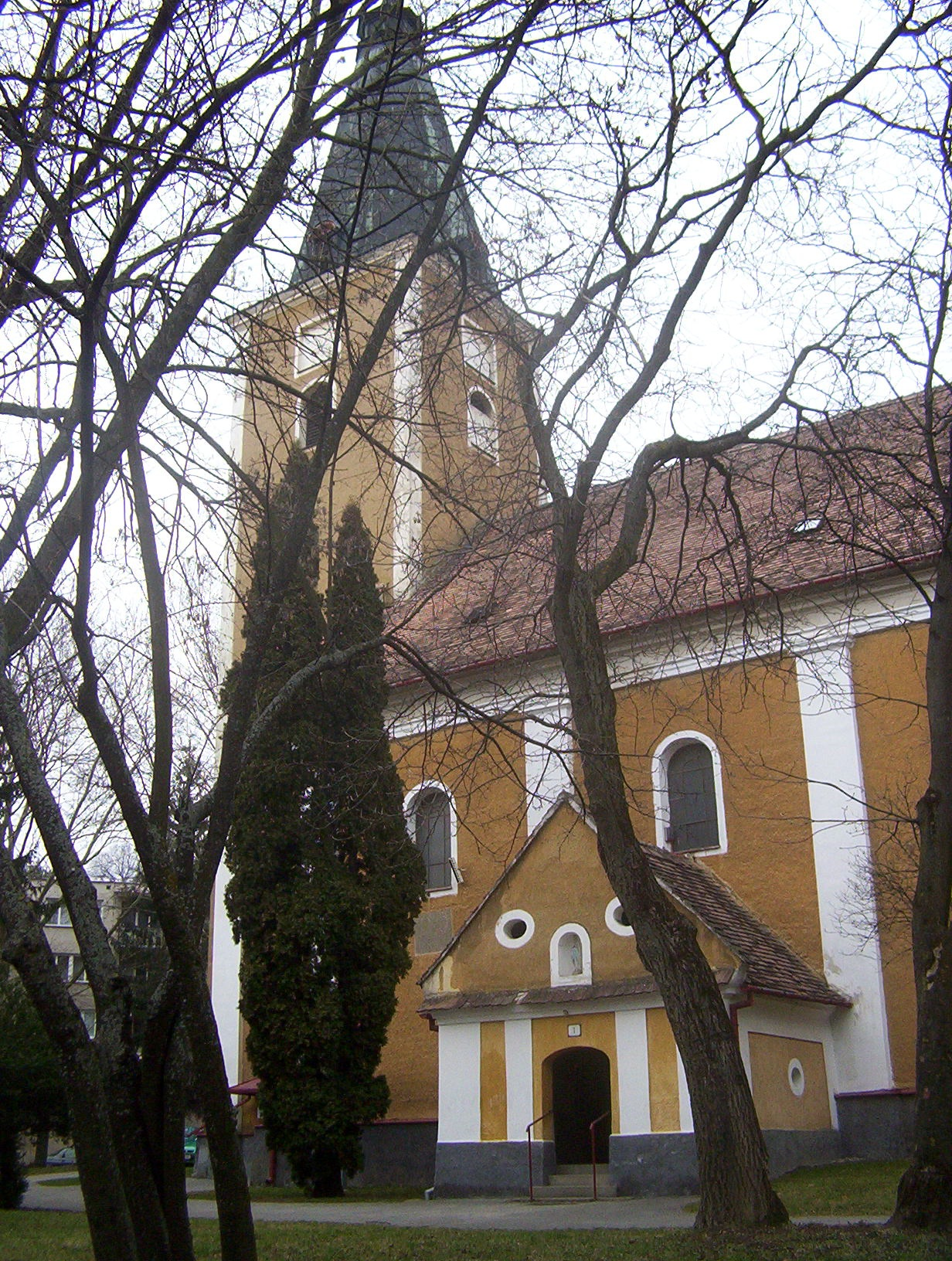
Костел Святого Стефана

Миява була заснована в 1586 році біженцями з південної Словаччини, які рятувалися від турецької навали. Пізніше сюди прийшли переселенці із Орави та Тренчина. В XVIII столітті в місті виникають численні цехи. Наприкінці XIX століття починається занепад Мияви. Населення масово емігрує у США, особливо в місто Літтл Фоллс. В 1937 році відкриття заводу арматури змінює економічну ситуацію на сприятливішу. Активна індустріалізація продовжилася в повоєнні, 1950-ті роки.

## Населення
| Рік:            | 1994.  | 2004.   | 2014.   | 2024.    |
| --------------- | ------ | ------- | ------- | -------- |
| Кількість осіб: | 13 244 | 12 884  | 12 042  | 10 453   |
| Різниця:        |        | -2,71 % | -6,53 % | -13,19 % |

| Рік:            | 2023.  | 2024.   |
| --------------- | ------ | ------- |
| Кількість осіб: | 10 547 | 10 453  |
| Різниця:        |        | -0,89 % |

## Пам'ятки
- Лютеранська кірха
- Римо-католицький костел Святого Стефана

## Відомі люди
- Ян Вискиденський (нар. 16 квітня 1761, Миява — † 2 березня 1834, Трнава) — пастор лютеранської церкви, словацький письменник, журналіст і редактор газети.
- Кароль Вієст (нар. 18 липня 1844, Ревуца — † 30 січня 1903, Миява) — педагог, професор Ревуцької гімназії, викладач богослов'я в місті Миява.
- Петро Твердий (нар. 29 червня 1850, Жиліна — † 24 лютого 1935, Миява) — словацький лінгвіст, лексикограф, перекладач і педагог.
- Душан Юркович (нар. 23 серпня 1868, Миява — † 21 грудня 1947, Братислава) — словацький архітектор. На його честь присуджується з 1964 року «Премія ім. Душана Юрковича».
- Іван Маркович (нар. 3 червня 1888, Миява — † 16 лютого 1944, Бухенвальд) — доктор права, словацький юрист, журналіст, політик (соціал-демократичний) і громадський діяч.
- Ганна Ласкава-Зора (власне ім'я Ганна Ласкава, до шлюбу Ганна Домкова) (нар. 7 серпня 1899, Мошовце — † 8 вересня 1988, Миява) — словацька поетеса, романістка і драматург, авторка книг для дітей і молоді.
- Сюзан Згурічка, справжнє ім'я Людмила Дворакова (нар. 13 квітня 1900, Миява — † 24 вересня 1984, Прага, Чехія) — словацька письменниця (проза), драматург і перекладачка.
- Браніслав Варсік (нар. 5 березня 1904, Миява — † 28 травня 1994, Братислава) — доктор філософії, професор, словацький історик, архіваріус, дослідник і педагог.
- Штефан Беднар (псевдонім Шимона Біс, нар. 15 травня 1909, Миява — † 15 січня 1976, Братислава) — словацький живописець, графік, художник, ілюстратор, письменник.
- Петер Гамерлик (нар.2 січня 1982, Миява) — словацький хокеїст, воротар.
- Клаудія Россі (нар.13 квітня 1983, Миява) — словацька порноакторка.

## Міста партнери
- Годонін, Чехія
- Велка-над-Величкоу, Чехія
- Літтл-Фаллс, Нью-Йорк, США